# Amfibole

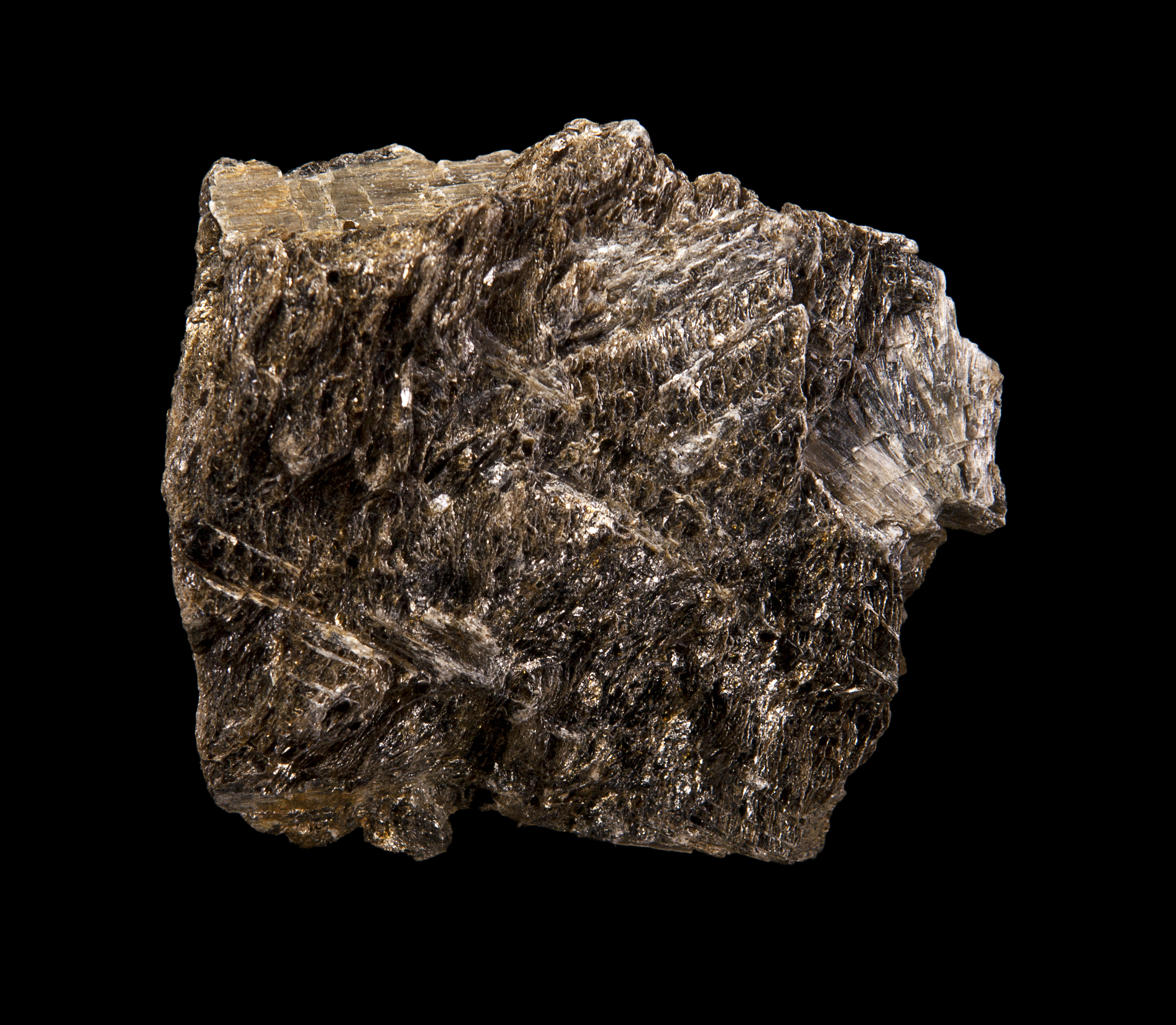
Anthopyllit

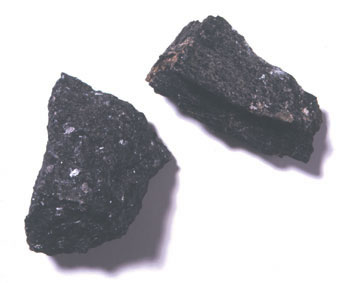
Hornblenda

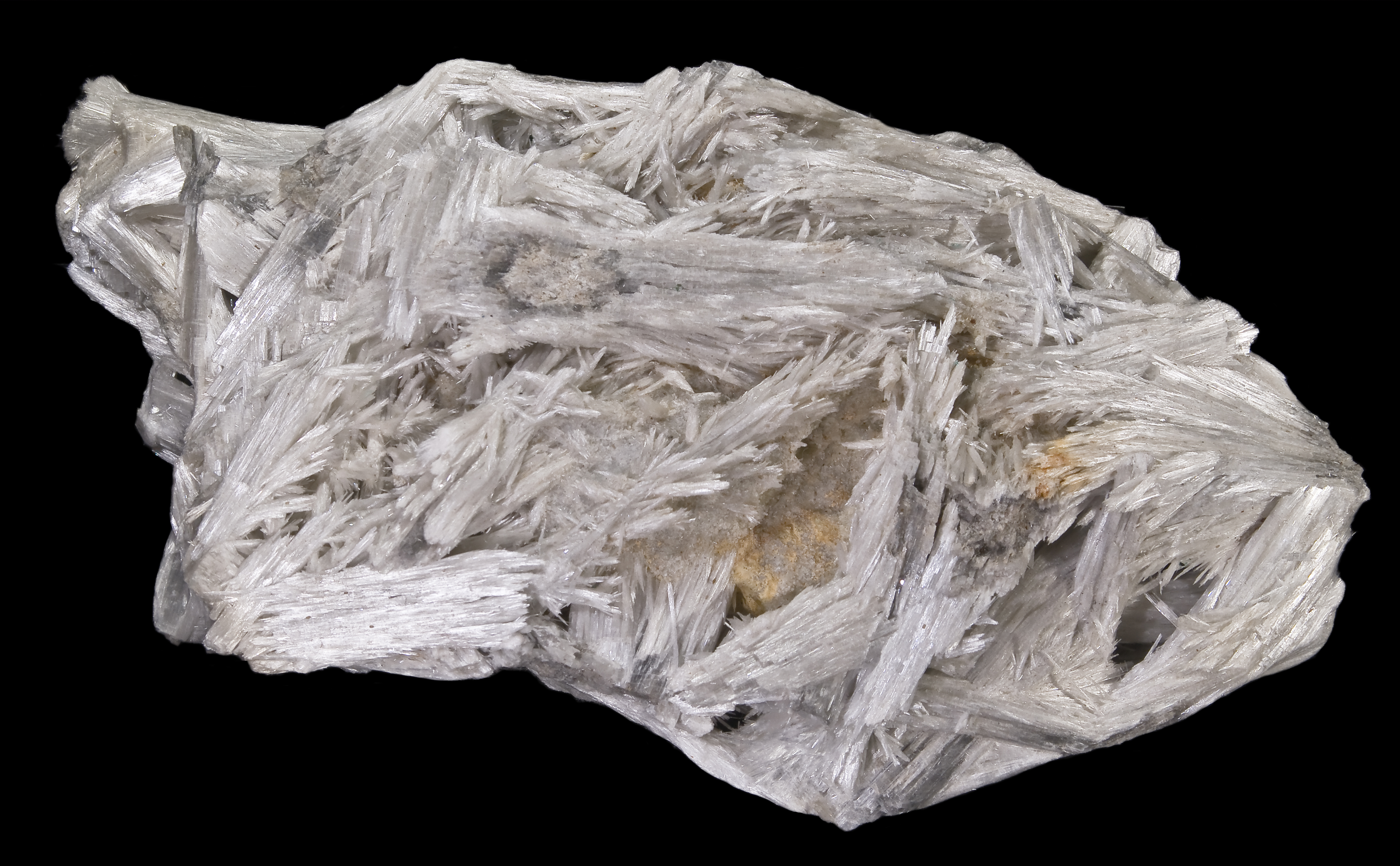
tremolit

Amfibole (z stgr. ἀμφίβολος amphibolos – "nieokreślony", ze względu na różnorodność koloru i formy) – duża grupa minerałów skałotwórczych, krzemianów, czasami też glinokrzemianów.

## Właściwości
- Wzór chemiczny ogólny amfiboli:
A BVI2 CIV5 T8 O22 (OH, F, Cl)2
  - Wzór chemiczny amfiboli oblicza się przy założeniu 24 (O, OH, F, Cl), gdzie:
A = nadwyżka Na, i cała ilość K (suma powinna być zawarta w granicach 0,00-1,00);
B = nadwyżka Mn, Fe2+ Mg, oraz Ca, Na (suma = 2,00);
C = nadwyżka Al, Cr3+, Fe  3+, Ti  4+ oraz Mg, Fe  2+ Mn (suma = 5,00);
T = Si, Al, Cr3+, Fe  3+, Ti  4+ (suma = 8,00);

- K – występuje tylko na pozycji A
- Na – występuje na pozycji A lub B
- Ca – występuje tylko na pozycji B
- jony typu: Mg, Fe 2+, Mn2+ Li, Zn, Ni, Co – występują na pozycji C lub B
- Al – występuje na pozycji C lub T
- Fe3+, Mn3+, Cr3+ – występują tylko na pozycji C
- Si – występuje tylko na pozycji T

Są to krzemiany lub glinokrzemiany wapnia, magnezu, glinu, żelaza i sodu, manganu, tytanu, potasu z niewielką zawartością wody.
- Układ krystalograficzny: najczęściej rombowy oraz jednoskośny
- Gęstość – 2,85-3,5 g/cm³,
- Twardość – 5-6.
- Barwa: przeważnie zielona, brunatna lub czarna
- Rysa: biała, szara, jasnobrunatna
- Przełam: najczęściej nierówny lub muszlowy
- Połysk: najczęściej szklisty, tłusty bądź perłowy
- Łupliwość: doskonała, dwukierunkowa, krzyżująca się pod kątem 124° (ta cecha pozwala je odróżnić od podobnych piroksenów)
- Inne cechy:
  - Bardzo często tworzą pomiędzy sobą roztwory stałe (kryształy mieszane), co wpływa na bardzo duże ich zróżnicowanie.
  - Najczęściej wykazują pokrój słupkowy, igiełkowy lub włóknisty (azbest amfibolowy). Kryształy odznaczają się sześciobocznym przekrojem.
  - Występują w skupieniach ziarnistych i zbitych.
  - Niektóre amfibole po oszlifowaniu wykazują efekt kociego oka.

## Nazewnictwo
Przed uchwaleniem międzynarodowej krystalochemicznej klasyfikacji amfiboli IMA (International Mineralogical Association) (1978 r.) wyznacznikiem klasyfikacji były cechy optyczne. Uchwalenie nowej klasyfikacji zdyskredytowało prawie 170 dawniejszych nazw amfiboli i ich odmian.
Obecnie wyróżnia się cztery grupy amfiboli
- Amfibole Mg-Fe-Mn-Li – amfibole magnezowo-żelazowo-manganowo-litowe /MFML/
- Amfibole-Ca – amfibole wapniowe /C/ - caltic
- Amfibole-Na-Ca – sodowo-wapniowe /SC/ - sodic-caltic
- Amfibole sodowe /S/ - sodic

Do amfiboli należą między innymi: aktynolit, antofyllit, niektóre azbesty naturalne, cummingtonit, gedryt, glaukofan, hornblenda, krokidolit, richteryt, riebeckit, tremolit.

## Występowanie
Ważne minerały skałotwórcze wielu skał magmowych i metamorficznych (są głównym składnikiem amfibolitu). Spotykane są też w skałach okruchowych: piaskach i żwirach.

## Zastosowanie
- mają znaczenie naukowe i kolekcjonerskie
- wiele z nich znajduje zastosowanie jako kamienie ozdobne i jubilerskie (np. aktynolit, nefryt)